# 曼弗雷德·博格斯穆勒
曼弗雷德·博格斯穆勒（德語：Manfred Burgsmüller，1949年12月22日—2019年5月18日），德国前足球及美式足球运动员。曾于1969年至1990年期间作为一名前锋先后代表红白埃森、多特蒙德、纽伦堡和云达不来梅在德甲联赛中共出场447次，射入213球。